# Konrad Barthels
Konrad Barthels (auch: Bartels, Bartholi, Barthelß; * 6. Januar 1607 in Halberstadt; † 17. Februar 1662 in Meißen) war ein deutscher lutherischer Theologe.

## Leben
Der Sohn des Ratsherrn und Großkämmerers Caspar Barthel († 1610) und dessen Frau Magarethe, die Tochter des Bürgermeisters von Halberstadt Conrad Breitsprach, hatte die Schule seiner Heimatstadt besucht. Seinen ersten Unterricht erhielt er jedoch von seinem damaligen Privatlehrer Johannes Scharff. In der Schule waren der damalige Rektor Paul Dolscius und der Konrektor Johann Gecenius seine größten Förderer.
Nachdem er Ostern 1622 ein Studium der Philosophie an der Universität Helmstedt begonnen hatte, wechselte er nach den niedersächsischen Kriegsunruhen im Mai 1626 an die Universität Wittenberg. Dort erwarb er am 25. September 1627 den akademischen Grad eines Magisters der Philosophie, erlangte am 16. Januar 1629 die Vorleseerlaubnis für Hochschulen als Magister legens und wurde am 1. Mai 1630 als Adjunkt an die philosophische Fakultät aufgenommen.
Im Anschluss hatte er sich einem Studium der Theologie gewidmet, wozu er unter anderem die Vorlesungen von Balthasar Meißner, Paul Röber und Wilhelm Leyser I. frequentierte. Am 27. Juni 1634 wurde er zum Nachfolger von Balthasar Fuhrmann (1590–1636) als Propst und Superintendent von Klöden ordiniert. Nachdem er am 29. September 1637 Oberpfarrer in Prettin geworden war, berief ihn zudem Hedwig von Dänemark und Norwegen am 7. November 1637 als Hofprediger in das Schloss Lichtenburg.
Von 1646 bis zu seinem Lebensende war er Superintendent in Meißen. In den Jahren des Dreißigjährigen Krieges erlebte er neben vielen privaten Verlusten auch Raub und Plünderung. Seine private Sammlung an Büchern und sein Hausstand, die er in Wittenberg zu sichern suchte, sind im Wasser versunken. Er hatte ein Jahr vor seinem Lebensende an Milz- und Magenschmerzen gelitten. Nach einer Predigt in Ziegenhain wurde er bettlägerig und erbrach alles Gegessene. Alle Medikamente halfen nicht, so dass er verstarb.

## Familie
Barthels heiratete am 23. Februar 1636 in Klöden Maria Magdalena, die Tochter des Lucas Cranach III. (* 6. März 1586 in Wittenberg; † 1645 in Pratau) und dessen Frau Martha (* 24. Juli 1586 in Wurzen; † 18. April 1624 in Wachsdorf), der Tochter des Amtsschössers in Beltzig Abraham Hildebrand.
Aus der 26-jährigen Ehe sind elf Kinder hervorgegangen. Zwei Söhne und neun Töchter. Von den Kindern kennt man folgende Daten:
- Marie Elisabeth Bartels (begraben 4. April 1637 in Wittenberg)
- Euphrosyna Barthels (getauft 14. Februar 1638; † früh, begraben in Begräbniskirche Meißen)
- Hedwig Auguste(a) Barthels (getauft 14. Februar 1640; † jung, begraben in Begräbniskirche Meißen)
- Lucas Conrad Barthels (getauft 8. Oktober 1642; begraben 27. November 1642 in Prettin)
- Elisabeth Barthels (begraben in Begräbniskirche Meißen)
- Anna Magdalena Barthels (begraben in Begräbniskirche Meißen)
- Johanna Elisabeth Barthels (begraben in Begräbniskirche Meißen)
- Anna Magaretha Barthels (begraben in Begräbniskirche Meißen)
- Johann Caspar Bartels besuchte 1665 bis 1667 die Fürstenschule Meißen, am 30. Mai 1668 an der Universität Wittenberg immatrikuliert
- Dorothea Bartels heiratete 1663 Konrektor der Fürstenschule in Meißen Gottfried Sternberger (* 24. März 1629 in Zittau; † 1683 in Meißen)
- Maria Bartels (getauft 1. Mai 1646 in Prettin; † 8. Mai 1730 in Meißen) heiratete am 23. August 1664 in Meißen den Rektor der Fürstenschule in Meißen Johann Georg Wilke (1630–1691)

## Werke (Auswahl)
Seine Schriften bestehen meist aus akademischen Inhalten und Leichenpredigten zu berühmten Persönlichkeiten seiner Zeit.
- Frommer Lehrer herrliche Grabschrifft/ Das ist: Kurtze Erklärung des 10. 11. 12. Vers des 3. Cap. der Offenbahrung S. Johannis. Dresden, 1662
- Christliche Begängnüs Predigt Am Tage der Begräbnüs/ : Als Des ... Herrn Johann Hülsemanns/ Der H. Schrifft weitberühmten Doctoris/ Professoris und Superintendentis zu Leipzig/ &c. entseelter/ Leichnam in der Niklas Kirchen daselbst beygesetzet und zur Erden bestattet wurde gehalten Auff den 16. Iunii 1661. in der Domkirchen zu Meissen in Volckreicher Versammlung. Leipzig, 1661
- Piis Manibus Summi Et Incomparabilis Theologi. 1661
- Rechtschaffener Christen Tagewerck. Leipzig, 1657
- Egregium Aeternae Vitae Et Gloriae Speculum, das ist/ Ein aus dermaßen schöner und heller Spiegel/ des Ewigen Seligen Frewden-Lebens/ das Christus Jesus dermal eins den seinen geben und schencken wird. Wittenberg 1654
- Trostgründe in unsern und der unsern absterben nach anleitung des Neündten Versiculs I. Thessal. 5. Wittenberg, 1654
- Principium Theologicum Canonicum, Apocryphum, Ecclesiasticum Et Supposititium. Wittenberg 1633
- Disputatio Iuridica De Iure Collectandi. Wittenberg 1632
- In Nomine Jesu, Vota Calentia & Pia Suspiria ab Excellentiß. Professorib. Promotorib. & brabeut. Amicissiimsque praeterea Nuncupata nuperis (Quos vovent felicißimos) honoribus, Johannis Botsacci, Westphali, L.S. Theol. Cum Brabeuta ...Wittenberg 1631
- Methodus Philosophiae Peripateticae Prior, Hoc est, Tabellarum Philosophicarum Pars Prima : In qua ... ad idealem Symmetriam rediguntur, I. Logica. II. Praxis. III. Paedia Logicae. IV. Metaphysica. V. Pneumatica. VI. Physica ; Quae disciplinae, ut olim ante aliquot annos in privatis collegiis Wittenbergae fuerunt praelectae & cursorie pertractatae Scharf, Johann. Leipzig 1631
- Decas Quaestionum Practicarum. Wittenberg 1630
- De Conscientia, In Illustri Academia Wittebergensi Pro Loco In inclyta Facultate Philosophica sibi benevole concesso Publice ex Ethicis disputabit. Wittenberg 1630
- Disputatio Iuridica De celebri Iuris articulo Quando Et In Quibus Causis Nobismetipsis Ius Dicere, Et aliorum maleficia sine Iudice propria auctoritate vindicare possimus. Wittenberg 1629
- Collegii Secundi In Augustanam Confessionem Disputatio I. continens Thesin Articuli IV. De Iustificatione. Wittenberg, 1629
- De Humanitate Christi : Ex Evangelio Lucae. 2. Fer. I. Nativit. Disp. 2. Wittenberg, 1628